# 나와즈 샤리프
미안 무함마드 나와즈 샤리프(우르두어: میاں محمد نواز شریف, 영어: Mian Muhammad Nawaz Sharif, 1949년 12월 25일~)는 파키스탄의 사업가이자 정치인으로, 3번의 연임이 불가능한 파키스탄의 총리를 지냈다. 그는 3년 동안 총 9년 이상 재임한 파키스탄의 가장 오랜 총리이다. 매 임기가 그의 축출로 끝났다.
라호르의 중상류층 샤리프 가문에서 태어난 나와즈는 이테팍과 샤리프 그룹의 창시자인 미안 무함마드 샤리프의 아들이다. 그는 2022년 파키스탄의 총리가 된 셰바즈 샤리프의 형이다. 파키스탄 선거관리위원회에 따르면 나와즈는 최소 17억 5천만 루피(2021년 89억 루피 또는 3,900만 달러 상당)의 순자산을 가진 파키스탄에서 가장 부유한 사람 중 한 명이다. 그의 재산의 대부분은 철강 건설 사업에서 나온다.
1980년대 중반에 정계에 입문하기 전, 나와즈는 정부 대학에서 경영학을, 펀자브 대학교에서 법학을 공부했다. 1981년 무함마드 지아울하크 대통령에 의해 펀자브주의 재정부 장관으로 임명되었다. 느슨한 보수 연합의 지지를 받아 1985년 펀자브주의 최고 장관으로 선출되었고 1988년 계엄령이 끝난 후 재선되었다. 1990년에는 보수적인 이슬라미 잠후리 잇테하드(IJI)를 이끌었고 파키스탄의 제12대 총리가 되었다.
1993년 굴람 이사크 칸 대통령이 국회를 해산하면서 축출된 후, 나와즈는 1993년부터 1996년까지 베나지르 부토 정부에 반대하는 지도자로 지냈다. 1997년 파키스탄 무슬림 연맹 나와즈파(PML-N)가 선출된 후 총리직에 복귀했으며 1999년 군부 장악에 의해 해임될 때까지 재직했으며 카와자 술탄 수석 변호사 셰르 아프간 아시디와 아크타르 알리 쿠레시 변호사의 도움을 받아 비행기 납치 사건에 재판을 받았다. 수감됐다가 10년 넘게 유배생활을 하다 2011년 정계에 복귀해 2013년 세 번째로 당을 승리로 이끌었다.
2017년 나와즈는 파나마 페이퍼스 사건의 폭로와 관련하여 파키스탄 대법원에 의해 공직에서 해임되었다. 2018년 파키스탄 대법원은 나와즈가 공직에 있는 것을 박탈했고, 그는 또한 책임 법원에서 징역 10년을 선고를 받았다. 2021년 현재, 나와즈는 만료된 보석금으로 치료를 받기 위해 런던에 있다.

## 어린 시절 및 교육
1949년 12월 25일 펀자브주 라호르에서 태어났다. 샤리프 가문은 펀자브주의 카슈미르인이다. 그의 아버지 미안 무함마드 샤리프는 사업을 위해 카슈미르의 아난트나그에서 이주한 상류층 사업가이자 사업가였다. 그들은 20세기 초에 펀자브주 암리차르 지역의 자티 움라 마을에 정착했다. 그의 어머니의 가족은 풀와마 출신이다. 1947년 파키스탄이 건국된 후, 나와즈의 부모는 암리차르에서 라호르로 이주했다. 그의 아버지는 알리 하디스의 가르침을 따랐다. 그의 가족은 수백만 달러 규모의 철강 대기업인 이테팍 그룹과 농업, 운송, 제당소 등을 소유한 대기업인 샤리프 그룹을 소유하고 있다. 그에게는 두 명의 남동생 셰바즈 샤리프와 아바스 샤리프가 있으며, 둘 다 직업은 정치인이다.
나와즈는 세인트 앤서니 고등학교에 다녔다. 그는 정부 대학(GCU)에서 예술과 경영 학위를 받고, 그 후 라호르에 있는 펀자브 대학교에서 법학 학위를 받았다.

## 정치 경력
나와즈는 줄피카르 알리 부토 전 총리의 국유화 정책에 의하여 자신의 가족의 철강 사업이 전용될 때 재정적 손실을 겪었다. 결과적으로 나와즈는 정치에 입문하여 처음에는 철강 공장의 지배권을 되찾는 데 초점을 맞추었다. 1976년, 나와즈는 펀자브주에 뿌리를 둔 보수 전선인 파키스탄 무슬림 연맹에 가입했다.
1980년 5월, 최근에 임명된 펀자브주의 군사 주지사이자 전 파키스탄 정보부 국장인 굴람 질라니 칸은 새로운 도시 지도자를 찾고 있었다. 그는 신속하게 나와즈를 승진시켜 재무 장관으로 임명했다. 1981년, 나와즈는 칸의 지도 아래 펀자브 자문 위원회에 가입했다.
1980년대 동안, 나와즈는 무함마드 지아울하크 장군의 군사 정부의 지지자로서 영향력을 얻었다. 지아울하크는 경제를 개선하기 위해 산업을 국유화하고 규제를 철폐하도록 장군을 설득한 나와즈에게 철강 산업을 반환하는 데 동의했다. 펀자브 내에서 나와즈는 정부 소유의 산업을 민영화하고 군사 정부에 개발 지향적인 예산을 제시했다. 이러한 정책들은 재정적 자본을 증가시키고 지방의 생활과 구매력의 수준을 높이는 데 도움을 주었고, 이는 법과 질서를 개선하고 칸의 통치를 확장시켰다. 펀자브주는 가장 부유한 주였으며 파키스탄의 다른 주보다 더 많은 연방 자금을 받아 경제적 불평등에 기여했다.
나와즈는 그의 강철 제국을 재건하기 위해 사우디아라비아와 다른 석유가 풍부한 아랍 국가들에 그의 부를 투자했다. 미국 역사학자 스티븐 필립스 코언은 2004년 저서 《아이디어 오브 파키스탄》에서 "부토의 끔찍한 종말 이후에도 그의 강철 제국이 상실된 후, 나와즈는 공개적으로 부토나 파키스탄 인민당의 영혼을 용서하기를 거부했다"고 진술했다.

## 총리직

### 첫 번째 총리 임기
보수주의자들은 나와즈의 지도하에 민주적인 파키스탄에서 처음으로 권력을 잡았다. 1990년 11월 1일, 나와즈 샤리프는 베나지르 부토의 뒤를 이어 파키스탄의 제12대 총리가 되었다. 그는 또한 IJI의 수장이 되었다. 샤리프는 의회에서 다수를 차지하고 있었고, 3명의 육군 원수들과 논쟁을 벌이며 상당한 자신감을 가지고 통치했다.
나와즈는 보수적인 강령으로 선거운동을 했고 정부의 부패를 줄이겠다고 맹세했다. 나와즈는 특히 은행과 산업들을 위하여 줄피카르 알리 부토에 의하여 국유화를 역전시키는 데 민영화와 경제 자유화에 기초한 경제를 도입하였다. 그는 외화 환전을 개인 환전소를 통해 거래하도록 합법화했다. 그의 민영화 정책들은 1990년대 중반에 베나지르 부토와 2000년대에 샤우카트 아지즈에 의하여 지속되었다. 그는 또한 국가의 인프라를 개선하고 디지털 통신의 성장에 박차를 가했다.

### 두 번째 총리 연임

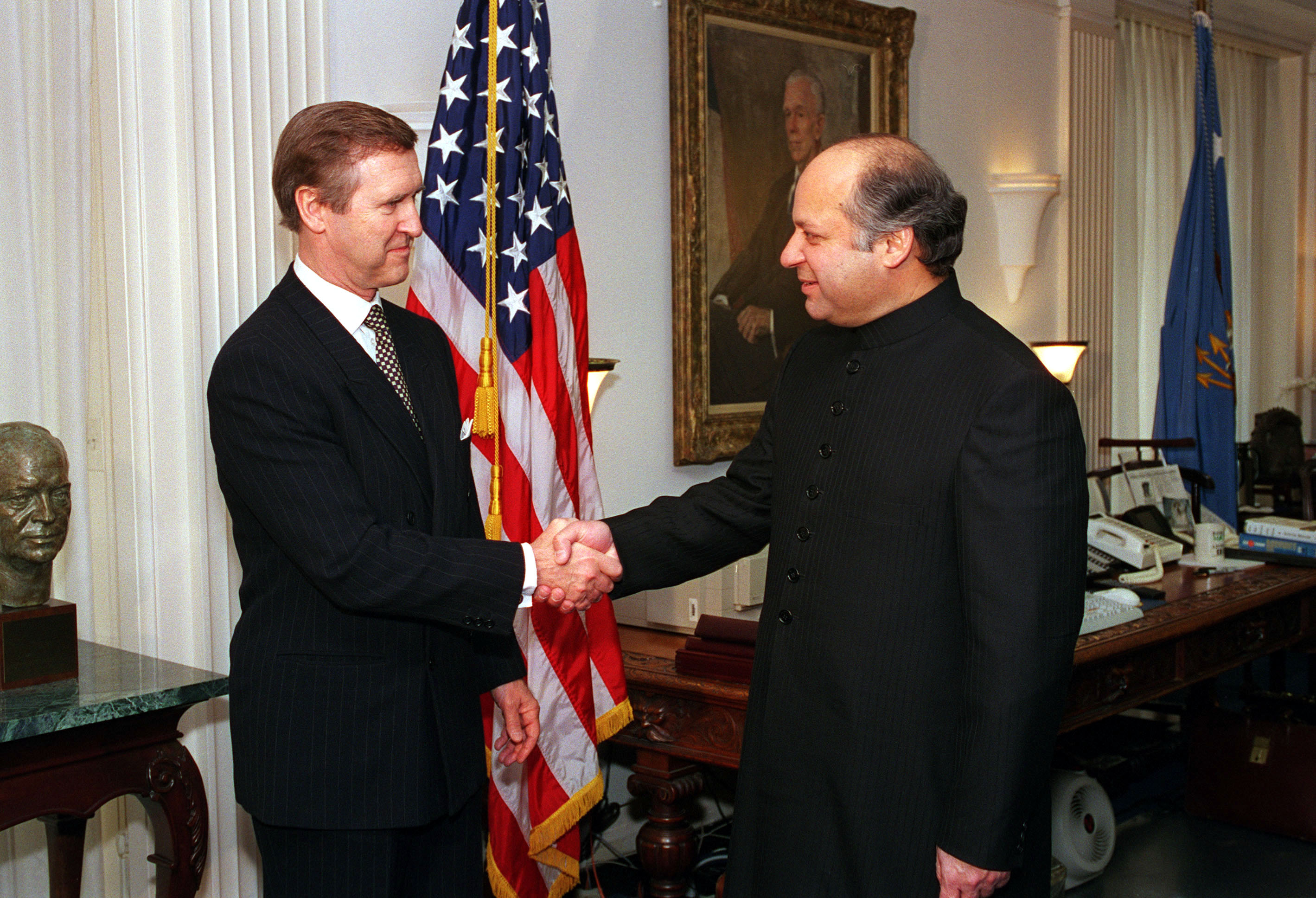
미국 국방장관 윌리엄 코언과 나와즈(1998년)

1996년까지 베나지르 부토 정부에 의한 지속적인 대규모 부패는 거의 실패로 치닫던 국가의 경제를 악화시켰다. 1997년 총선에서 나와즈와 파키스탄 무슬림 연맹 나와즈파(PML-N)은 압도적인 승리를 거두었고, 압도적인 승리를 거두었다. 나와즈가 안정적인 보수 정부를 제공하고 전반적인 상황을 개선하겠다는 약속을 이행하기를 희망했다. 2월 17일 나와즈는 총리로 취임했다.
나와즈는 무타히다 콰미 운동(MQM)의 알타프 후세인과 동맹을 맺었으나 하킴 무함마드 사이드의 암살로 인해 붕괴되었다. 나와즈는 MQM을 의회에서 제거하고 카라치를 장악했으며 MQM은 지하로 쫓겨났다. 이로 인해 나와즈는 독점적인 권한을 주장하게 되었고, 나와즈와 PML-N은 처음으로 신드주, 발루치스탄주, 북서변경주, 아자드 카슈미르, 펀자브주의 통제권을 갖게 되었다. 압도적 다수로, 나와즈의 새 정부는 대통령이 정부를 해임할 수 있는 권한을 제한하기 위해 헌법을 개정했다. 제14차 수정안이 통과되면서, 나와즈는 국가에서 가장 강력한 총리로 부상했다.
나와즈의 인기는 1998년 5월 인도의 핵실험에 대응하여  파키스탄의 첫 번째 핵무기 실험을 실시한 후 정점에 달했다. 서방 국가들이 대외 원조를 중단하자 나와즈는 국가의 외환 보유고를 동결했고 경제 상황은 악화되었다. 나라는 두 국경에서 갈등에 휘말렸고 군사 시설과 오랜 관계가 무너졌고, 1999년 중반까지 그의 정책을 승인하는 사람은 거의 없었다.

### 세 번째 총리 연임
2013년 6월 7일 나와즈는 총리로서 전례 없는 세 번째 임기를 위하여 선서하였다. 그는 미국의 드론 공격과 탈레반 공격을 종식시키는 동시에 파행된 경제를 해결하는 것을 포함한 수많은 도전에 직면했다. 새 정부가 경제 안정을 회복하기 위해서는 국제 통화 기금의 구제금융이 필요할 것이라는 추측이 무성했다.

## 2016년 파나마 페이퍼스 유출
파나마 페이퍼스에 따르면 2016년 법무법인 모색 폰세카에서 유출된 문서로 나와즈의 가족은 영국과 전 세계에 수백만 달러 상당의 재산과 기업을 보유하고 있다. 비록 그들은 나와즈 샤리프를 그의 동생 셰바즈 샤리프의 이름을 따서 짓지는 않았지만, 셰바즈 샤리프의 시부모와 나와즈 샤리프의 자녀들을 수많은 해외 회사들과 연결시켜준다.
2016년 4월 15일, 정부는 문서에 이름을 올린 모든 파키스탄인들에 대한 조사 위원회의 조사를 발표했다. 야당 정치인들은 은퇴한 판사가 아닌 판사가 조사해야 한다고 말했다. 다양한 판사들이 스스로 물러났다. 또한 4월 19일, 라힐 샤리프 육군총장은 전반적인 책임이 필요하다고 경고했다.
2017년 7월 28일 법원은 나와즈가 두바이에 본사를 둔 캐피털 FZE 회사에서 근무한 사실을 지명 서류에 공개하지 않은 것이 정직하지 못했다는 이유로 공직에서 자격을 박탈했다. 법원은 또한 국가 책임국에 나와즈와 그의 가족을 부패 혐의로 기소할 것을 명령했다.
2018년 파키스탄 대법원은 사미 울라 발로치 대 압둘 카림 누셰르와니 사건에서 나와즈가 2017년 파나마 페이퍼스 사건에 연루되어 평생 공직을 맡을 자격이 없다고 판결했다. 2018년 7월 6일 파키스탄 연방 사법 단지는 나와즈에게 징역 10년을 선고했다. 나와즈의 딸 마리암 나와즈와 그녀의 남편 무함마드 사프다르 아완은 각각 7년과 1년의 징역형을 선고받았다. 두 사람은 7월 13일 라호르에 도착하자마자 체포되어 아디아라 감옥에 수감되었다. 나와즈와 메리엄은 각각 2백만 파운드와 8백만 파운드의 벌금을 부과받았다.
보도에 따르면 나와즈는 네 번의 협심증 발작을 겪었고 그의 가족들은 임란 칸 정부가 그에게 치료를 위한 시간을 허락하지 않는다고 불평했다. 이슬라마바드 고등법원(IHC)은 2019년 10월 인도주의적 이유로 보석을 허가했고 나와즈는 치료를 위해 런던으로 갔다. 3월 말, 그는 그의 건강 치료를 계속하기 위해 대법원으로부터 6주간의 보석을 허가받았다. 그의 보석금이 만료되었을 때 파키스탄으로 돌아가지 못한 후, IHC는 그를 추방자로 선언했다. 그는 현재 알 아지지아 부패 사건으로 인해 체포영장이 발부되지 않은 상태이다.